# Foralismo
El foralismo o fuerismo es una doctrina política que consiste en la aspiración a conservar y/o restaurar los antiguos fueros o leyes antiguas de los distintos territorios de España. Consiste en ideas a favor de los fueros y los privilegios tradicionales propios del Antiguo Régimen del reino de España frente a la centralización política surgida tras la Guerra de la Independencia contra Francia y el desarrollo de un estado moderno liberal. El objetivo del foralismo sería el de mantener las instituciones de gobierno autónomas, un sistema de justicia propio y la exención fiscal y de quintas para el servicio militar.
Esta postura puede ser defendida por movimientos políticos de variada naturaleza, los cuales pueden indistintamente identificarse con la derecha o la izquierda, y/o suscribir etiquetas como progresismo, liberalismo, libertarismo o conservadurismo.